# Kosmos 2367
Kosmos 2367, ruski izviđački satelit za morsko radiotehničko izviđanje iz programa Kosmos. Vrste je US-PU (br. 8L/Konus-A).
Lansiran je 26. prosinca 1999. godine u 08:00 s kozmodroma Bajkonura (Tjuratam) u Kazahstanu. Lansiran je u nisku orbitu oko planeta Zemlje raketom nosačem Ciklon-2 11K69 (modificirani ICBM). Orbita mu je bila 403 km u perigeju i 417 km u apogeju. Orbitna inklinacija bila mu je 65,03°. Spacetrackov kataloški broj je 26040. COSPARova oznaka je 1999-072-A. Zemlju je obilazio u 92,76 minuta. Pri lansiranju bio je mase kg. 
Vratio se u atmosferu 20. srpnja 2002. godine. Dijelovi satelita su se odvojili i kružili su u niskoj orbiti i vratili u atmosferu, ukupno sedamnaest komada.

## Vanjske poveznice
- N2YO.com Search Satellite Database
- Celes Trak SATCAT Format Documentation (engl.)
- Kunstman  Arhivirana inačica izvorne stranice od 12. kolovoza 2019. (Wayback Machine) Satellites in Orbit (engl.)